# Teruel (revista)
La revista TERUEL es el órgano oficial de expresión del Instituto de Estudios Turolenses, editada en la ciudad de Teruel (Comunidad Autónoma de Aragón, España).

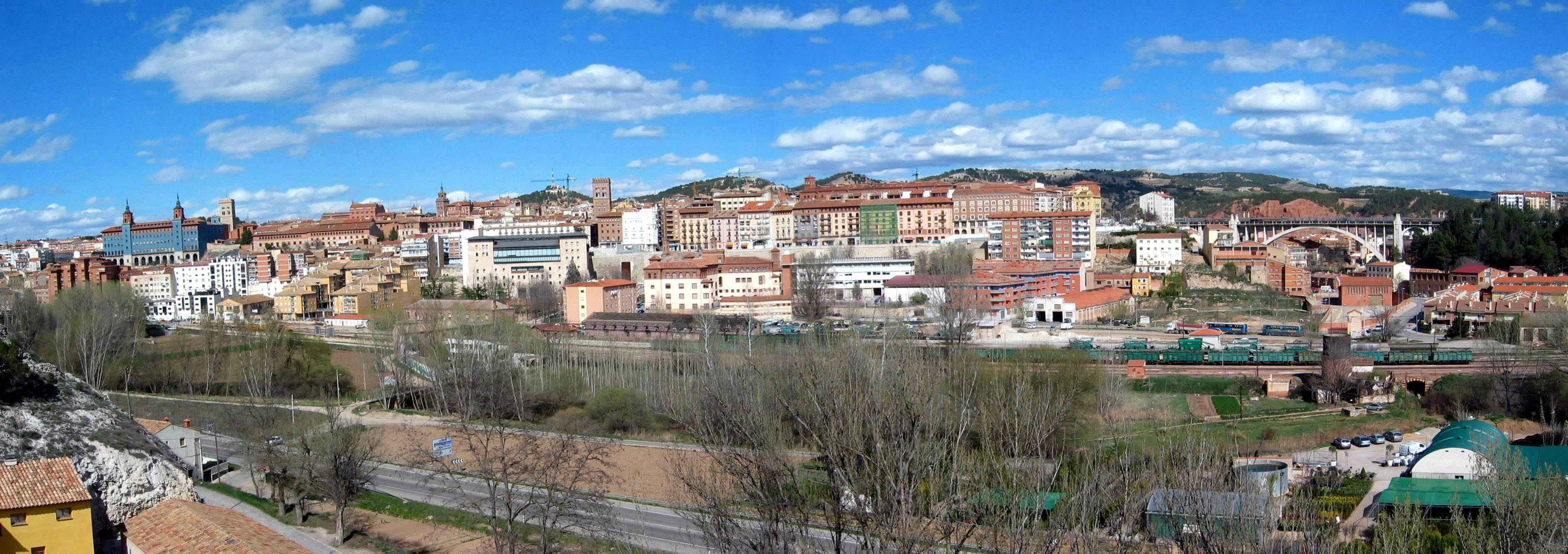
Vista panorámica (suroccidental) de la ciudad de Teruel, entre el Seminario diocesano (izquierda) y el Viaducto viejo (derecha), año 2006.

Fundada en 1949, su ámbito es cultural, singularmente la investigación científica, histórica y literaria en la provincia de Teruel, pertenece al Consejo Superior de Investigaciones Científicas (CSIC).

## Historia
En tanto Órgano Oficial del Instituto de Estudios Turolenses –así lo dice el Editorial del primer número-, la revista «TERUEL» nació con el propósito «de servir a la empresa espiritual que dicho Instituto representa», teniendo como objetivo  «fomentar, orientar y coordinar la labor investigadora y cultural de los diversos ramos de la Ciencia, en cuanto se relacionen con la provincia de Teruel y sus intereses materiales y morales» (Estatutos fundacionales, art. 1º).

## Órganos de gobierno
La entidad se halla bajo el patronato de la Diputación Provincial de Teruel, teniendo como patrono de su advocación al beato turolense Joaquín Royo Pérez (1691-1748), mártir de la China. Aunque independiente de la institución provincial, debe secundar por imperativo fundacional  «las iniciativas que la misma formule y que tiendan a iniciar o fomentar actividades de índole científica o cultural» (Estatutos fundacionales, art. 1º).
Posee entidad jurídica propia, «con capacidad para adquirir, poseer y administrar sus bienes» (Estatutos fundacionales, art. 2º).
El Patronato bajo el que se halla está constituido por cinco figuras honoríficas:
- Presidente de honor: Ministro de Educación Nacional, en el momento de su fundación lo fue José Ibáñez Martín.
- Presidente: el de la Diputación Provincial de Teruel.
- Vicepresidente 1º: el Rector Magnífico de la Universidad de Zaragoza.
- Vicepresidente 2º: el diputado ponente de Cultura de la Diputación Provincial de Teruel, o el vicepresidente de esta entidad.

El Instituto de Estudios Turolenses se incorporó al Patronato «José María Quadrado», del Consejo Superior de Investigaciones Científicas (CSIC). En el momento de su fundación se hallaba gobernado por las siguientes figuras rectoras:
- Presidente: Antonio Fuentes Cascajales.
- Vicepresidente 1º: Miguel Sancho Izquierdo, filósofo, ensayista y político español.
- Vicepresidente 2º: Joaquín Ferrán Gómez.
- Director: Martín Almagro Basch, arqueólogo e historiador español.
- Vicedirector: Jaime Caruana Gómez de Barreda, Cronista Oficial de Teruel.
- Secretario: Joaquín Tomás Maigí.

## Características
Desde su fundación (1949), la revista «TERUEL» tiene carácter semestral, inicialmente el precio de suscripción anual (para España y Portugal) era de 28 pesetas, valiendo cada número suelto 17 pesetas.
Hasta 1998, la revista publicó 85 números, en dos volúmenes: I Ciencia y II Humanidades, aunque algunos de sus números son extraordinarios o dedicados a ciertas personalidades, como fue el caso de César Tomás Laguía. 
En sus páginas tienen cabida toda clase de trabajos de investigación, siempre que estén relacionados con Teruel y su provincia: «Con ello se pretende fomentar la investigación sobre temas turolenses y, mediante su difusión, un mejor conocimiento de la provincia de Teruel». Última publicación (hasta mayo de 2017): número 95-96[II] (2014-2015), 354 páginas, 14x24cm.
El contenido de todos los números de la revista puede consultarse directamente en el portal del Instituto de Estudios Turolenses, de la Diputación Provincial de Teruel, y desde la publicación del año 1976 (números 55-56) en adelante, en la Fundación Dialnet.